# Melanagromyza colombiensis
Melanagromyza colombiensis este o specie de muște din genul Melanagromyza, familia Agromyzidae, descrisă de Spencer în anul 1963.
Este endemică în Columbia. Conform Catalogue of Life specia Melanagromyza colombiensis nu are subspecii cunoscute.